# Morelos (Chiapas)
Morelos es una localidad del estado mexicano de Chiapas. Es parte del municipio de Tonalá.

## Toponimia
El nombre de la localidad rinde homenaje a José María Morelos, héroe de la Independencia de México.

## Demografía
| Gráfica de evolución demográfica |
|                                  |

| Censo | Población |
| ----- | --------- |
| 1980  | 140       |
| 1990  | 918       |
| 2000  | 1 175     |
| 2010  | 1 010     |
| 2020  | 1 025     |